# Minorité linguistique
 (février 2017).
Une minorité linguistique est le nom donné à un groupe de personnes, ou communauté humaine historiquement établie sur un territoire géographiquement reconnu, qui parlent, une autre langue (ou dialecte) que la langue officielle, ou majoritaire.
De plus la notion de minorité indique que cette communauté représente en proportion un nombre inférieur à la moyenne nationale ou régionale, à s'exprimer dans sa langue.

## Assimilation
Dans certains cas, la langue minoritaire peut être assimilée par celle majoritaire; la minorité linguistique rejoint donc celle majoritaire. Le processus peut s'étendre sur plusieurs années et/ou par générations, à commencer par l'arrêt de l'apprentissage de la langue minoritaire dans les écoles, dans les marchés locaux (panneaux et indications), etc. Cette progression peut suivre la démographie du territoire, soit les mouvements d'immigration et d'émigration. Les minorités linguistiques sont "soumis[es] aux aléas des affrontements militaires et des impérialismes, des rapports sociaux, du commerce, des idéologies et de la politique". Aussi, il existe des conflits linguistiques socio-politiques entre les minorités linguistiques et les majorités linguistiques au sein d'un même État.

### Coexistence
Le principe de minorité linguistique s'applique à tous les groupes d'individus parlant une langue. Une communauté peut être considérée comme une minorité linguistique dans une partie du territoire, mais comme une majorité linguistique dans l'autre partie. Par exemple, au Québec, la majorité linguistique est les francophones (84,1%), tandis que les anglophones sont une minorité linguistique (14,9%). Cependant, en Ontario, l'inverse se produit. Les anglophones sont la majorité linguistique (93,8 %), comparé aux francophones (3,8 %). (Données de 2021)
Un autre exemple de minorité linguistique serait ceux qui parlent le romanche en Suisse, pays où on y parle également français, allemand et italien. La particularité de la Suisse est le multilinguisme de ces cantons, où Allemands, Italiens, Romanches et Français se côtoient. Maintenant langue officielle, le romanche reste une langue en danger d'extinction, parlée par près de 60 000 individus. Le ratio de 60 000 sur 9 000 000 fait de la communauté romanche une minorité linguistique considérable.

#### Bilinguisme
Établir un bilinguisme d'État permet de protéger la langue de la minorité linguistique, car l'État "s'engage à utiliser deux langues [...] sur l'ensemble du territoire national". La langue romanche a justement été faite langue officielle en Suisse pour en protéger la minorité pratiquante.
Le droit international et différents textes de l'Organisation des Nations unies (ONU) reconnaissent aux minorités linguistiques des droits linguistiques et culturels diversement appliqués.

## Liste des Minorités linguistiques
- Afrique

- Asie
  - Iran
    - azéri (27 %), kurde...

  - Japon
    - aïnou
    - langues ryūkyū
- Amérique du Nord
  - États-Unis
    - Louisiane Cadiens
    - minorité Francophone de l'État du Maine
    - minorité Francophone du Vermont
    - minorité Francophone du New Hampshire

  - Canada
    - Canadiens francophones
      - minorité Francophone du Nouveau-Brunswick : Acadiens au Nouveau-Brunswick et Brayons
      - minorité Francophone de la Nouvelle-Écosse : Acadiens en Nouvelle-Écosse
      - minorité Francophone de l'Île-du-Prince-Édouard : Acadiens à l'Île-du-Prince-Édouard
      - minorité Francophone de Terre-Neuve : Franco-Terreneuviens
      - minorité Francophone de l'Ontario : Franco-Ontariens
      - minorité Francophone du Manitoba : Franco-Manitobains
      - minorité Francophone de la Saskatchewan : Fransaskois
      - minorité Francophone de l'Alberta : Franco-Albertains
      - minorité Francophone de la Colombie-Britannique : Franco-Colombiens
      - minorité Francophone du Nunavut : Franco-Nunavois
      - minorité Francophone des Territoires du Nord-Ouest : Franco-Ténois
      - minorité Francophone du Yukon : Franco-Yukonnais

    - Anglo-Québécois
- Amérique du Sud

- Europe
  - Allemagne
    - frison septentrional frison oriental, sorabe, bas allemand

- - Belgique
    - allemand
    - Francophones de la Région flamande
    - Wallon
    - Picard
    - Champenois
    - Gaumais
    - Luxembourgeois
    - Minorité flamande dans la Région de Bruxelles-Capitale

- - Espagne
    - catalan, occitan (aranais), basque, galicien, asturien-léonais, aragonais.

- - Finlande
    - suédois (langue officielle parlée par moins de 6 pour cent de la population), romani, lapon

- - France
    - alsacien, francique lorrain, basque, breton, corse, flamand de France (Flandre française),parlers occitans, catalan, francoprovençal, diverses langues d'oïl (normand, picard, gallo, wallon, bourguignon, lorrain, franc-comtois, poitevin) ainsi que les nombreuses langues des départements et territoires d'Outremer (langues créoles, langues kanak, langues polynésiennes, langues amérindiennes en Guyane...).

- - Grèce
    - albanais (1,9 %), turc (1,2 %), macédonien (0,8 %), tsigane (0,4 %), bulgare (0,3 %), roumain (0,2 %).

- - Italie
    - allemand (Province autonome de Bolzano), occitan (Vallées occitanes), francoprovençal (Vallée d'Aoste et nord du Piémont), français (Vallée d'Aoste), catalan (Alghero), parlers gallo-italiques de la Padanie, vénitien, istriote, ladin, frioulan, slovène, sarde, corse (au nord de la Sardaigne), albanais et grec.

- - Pays-Bas
    - frison

- - Royaume-Uni
    - normand et français (îles Anglo-Normandes), cornique (Cornouailles), gallois (Pays de Galles), gaélique (nord de l'Écosse, île de Man, Irlande du Nord)

- - Suède
    - finnois, yiddish, meänkieli, romani, lapon

- - Suisse
    - romanche, francoprovençal, lombard
- Océanie
- toutes les communautés pratiquant la langue des signes.